# Trofeo Luis Puig 2005
IlTrofeo Luis Puig 2005, trentaseiesima edizione della corsa, valida come evento dell'UCI Europe Tour 2005 categoria 1.1, si svolse il 19 febbraio 2005 su un percorso di 174,3 km, con partenza da Benidorm e arrivo a Valencia. La vittoria fu appannaggio dell'italiano Alessandro Petacchi, che completò il percorso in 4h08'47", alla media di 42,012 km/h, precedendo gli spagnoli Isaac Gálvez e Óscar Freire.
Sul traguardo di Valencia 106 ciclisti, sui 121 partiti da Benidorm, portarono a termine la competizione.

## Ordine d'arrivo (Top 10)
| Pos. | Corridore           | Squadra       | Tempo    |
| ---- | ------------------- | ------------- | -------- |
| 1    | Alessandro Petacchi | Fassa B.      | 4h08'47" |
| 2    | Isaac Gálvez        | C. d'Epargne  | s.t.     |
| 3    | Óscar Freire        | Rabobank      | s.t.     |
| 4    | Francisco Ventoso   | Saunier D.    | s.t.     |
| 5    | Max van Heeswijk    | Discovery Ch. | s.t.     |
| 6    | Luciano Pagliarini  | Liquigas      | s.t.     |
| 7    | Marco Velo          | Fassa B.      | s.t.     |
| 8    | Robert Hunter       | Phonak        | s.t.     |
| 9    | Constantino Zaballa | Saunier D.    | s.t.     |
| 10   | Jon Del Rio         | Andalucía     | s.t.     |